# Лядинки (Гдовський район)
Лядинки (рос. Лядинки) — присілок в Гдовському районі Псковської області Російської Федерації.
Населення становить 18 осіб. Входить до складу муніципального утворення Добручинська волость.

## Історія
Від 2005 року входить до складу муніципального утворення Добручинська волость.

## Населення
| 2001 | 2002 | 2010 |
| ---- | ---- | ---- |
| 0    | ↗12  | ↗18  |